# Strontianite
« Emmonsite de Thomson » redirige ici. Pour l'emmonsite de Hillebrand, voir Emmonsite.
La strontianite est une espèce minérale, la forme naturelle du carbonate de strontium de formule SrCO3 avec des traces de calcium. Les cristaux peuvent atteindre jusqu'à 8 cm.

## Historique de la description et appellations

### Inventeur et étymologie
La strontianite est décrite par le minéralogiste Sulzer en 1790 ; le nom est inspiré du gisement topotype. C'est ce minéral qui servira de base à la découverte d'un élément nouveau : le strontium.

### Topotype
- Strontian, North West Highlands (Argyllshire), Écosse.

### Synonymie
- Emmonsite (Thomson)[5]
- Strontiane carbonatée (Haüy, 1801) [6]

## Caractéristiques physico-chimiques

### Variétés
- Emmonite : variété de strontianite riche en calcium, de formule (Sr, Ca)CO3. Initialement trouvée dans deux occurrences autrichiennes  de la vallée de l'Inn au Nord-Tyrol : Mont Großkogel et Mont Kleinkogel[7].

### Cristallochimie
La plupart des strontianites sont des solutions solides CaCO3 – SrCO3, où le strontium peut être remplacé par le calcium jusqu'à une proportion molaire de 27 %. Des minéraux comportant des proportions mineures de baryum, uranium et thorium ont également été trouvés.
La strontianite fait partie d'un groupe isostructurel :
Groupe de l'aragonite :
- Aragonite, CaCO3, Pmcn 2/m 2/m 2/m,
- Withérite, BaCO3, Pmcn 2/m 2/m 2/m,
- Strontianite, SrCO3, Pmcn 2/m 2/m 2/m,
- Cérusite, PbCO3, Pmcn 2/m 2/m 2/m.

### Cristallographie
- Paramètres de la maille conventionnelle : {\displaystyle a} = 5,107 Å, {\displaystyle b} = 8,414 Å, {\displaystyle c} = 13,133 Å ; Z = 4 ; V = 259,07 Å3
- Densité calculée = 3,78 g/cm3.

### Propriétés physiques
La strontianite a la particularité de présenter les phénomènes optiques de fluorescence, de phosphorescence et de luminescence.

## Gîtes et gisements

### Gîtologie et minéraux associés
GîtologieLa strontianite est un minéral hydrothermal de basse température
Minéraux associésbarytine, calcite, célestine, harmotome, soufre.

### Gisements producteurs de spécimens remarquables
- Autriche

Kalchberg, Stallhofen, Voitsberg, Köflach, Styrie
- Canada

Poudrette, Mont Saint-Hilaire, Comté de Rouville, Québec
- États-Unis

Minerva No. 1 Mine, Ozark-Mahoning Group, Cave-in-Rock Sub-District, Comté d'Hardin, Illinois
- France

Rémuzat (gisement "Laget"), Buis-les-Baronnies, Drôme, Rhône-Alpes 
- Royaume-Uni

Strontian, North West Highlands (Argyllshire), Écosse. Gisement topotype.